# 新竹少年刑務所演武場
新竹少年刑務所演武場，是臺灣日治時期的新竹少年刑務所附屬建築，為武德殿的一種，供司獄官練武之用。演武場位於新竹市的新竹少年刑務所東側，周圍是刑務所職員宿舍。新竹少年刑務所在戰後改為新竹監獄，演武場改為監獄員工宿舍使用，在住戶遷出後，閒置了一段時間。2012年登錄為新竹市市定古蹟，並於2018年7月動工修復，2020年修復完成。

## 建築特色
新竹少年刑務所演武場的外牆為洗石子面飾之磚構系統，在部分牆體設置了突出牆面的水平線角，作為傳統日式建築木製橫梁之意象。正門入口的車寄為切妻造的形式，以強化正門入口氣勢。